# Eminem
Marshall Bruce Mathers III, mer känd under sitt artistnamn Eminem (ofta stiliserat EMINƎM), född 17 oktober 1972 i St. Joseph, Missouri, är en amerikansk rappare, låtskrivare och musikproducent.
Eminem är den artist som sålde flest musikalbum i USA under 2000-talet – 33,2 miljoner exemplar. Han sålde 110 miljoner skivor åren 1995–2010. Eminem är även den första rapparen som vunnit en Oscar.

## Biografi
Mathers föddes 17 oktober 1972 i Saint Joseph i Missouri som Marshall Bruce Mathers III och växte mestadels upp i Detroit i Michigan. Artistnamnet Eminem kommer från initialerna i hans namn (M&M, M and M), vars engelska uttal ligger mycket nära det som till slut blev Eminem.
Eminem har under större delen av sitt liv rört sig i afroamerikaners värld i USA tack vare sin födelseort samt sin kärlek till hiphopen. Han hade en svår uppväxt; kort efter Eminems födsel lämnade hans far familjen. Eminem har berättat i intervjuer att han flera gånger under sin uppväxt försökte få tag på sin far genom att skicka brev, men att hans brev aldrig blev besvarade. Enligt flera av Eminems låtar såsom Cleaning Out My Closet, My Mom och Sing For The Moment missbrukade hans mor Deborah Mathers-Briggs (1955-2024) olika typer av knark och andra preparat, t.ex. Valium, samt att hon misskötte Eminem. Eminem har i flera låtar uttalat sig om sitt starka hat mot sina föräldrar.
Eminem började rappa redan när han var 8 år gammal och började uppträda redan vid 14 års ålder. År 1992 var Eminem med i albumet Steppin' On To The Scene EP som var Bassmint Productions album med sex låtar i. Han sjöng tre av låtarna i albumet, då under artistnamnet M&M, medan de tre andra sjöngs av Chaos Kid. År 1995 gjorde han sin första officiella låt, Fuckin' Backstabber. Samma år gjorde han sin första egna demoalbum vid namn Soul Intent. Låtarna på albumet var Biterphobia, F*ckin' Backstabber med Proof, Fuckin' Backstabber. År 1996 släppte han också ett självstående album vid namn Infinite. Albumet fick en blandad respons från kritikerna och många tyckte att Eminems stil var för lik Nas och AZ. Eminem följde upp Infinite med The Slim Shady EP, där hans texter hade en mycket mörkare ton. Eminem hade rappat mycket med sin Detroitkompis, Royce Da 5'9" tidigare i sin karriär och de ansågs vara två av de allra bästa MC:s i Detroit.
Eminem har på senare tid berättat att det var rimmen som spelade störst roll för honom under hans första år som rappare. Biterphobia är ett exempel på det. Låten innehåller många invecklade och komplexa rim.
Eminem har samarbetat med Dr. Dre, Nate Dogg, 50 Cent och Xzibit, samt den Detroitbaserade gruppen D12, som han även är medlem i. Han äger även skivbolaget Shady Records som ger ut CD-skivor från rappare såsom D12, 50 cent, Obie Trice och Stat Quo.

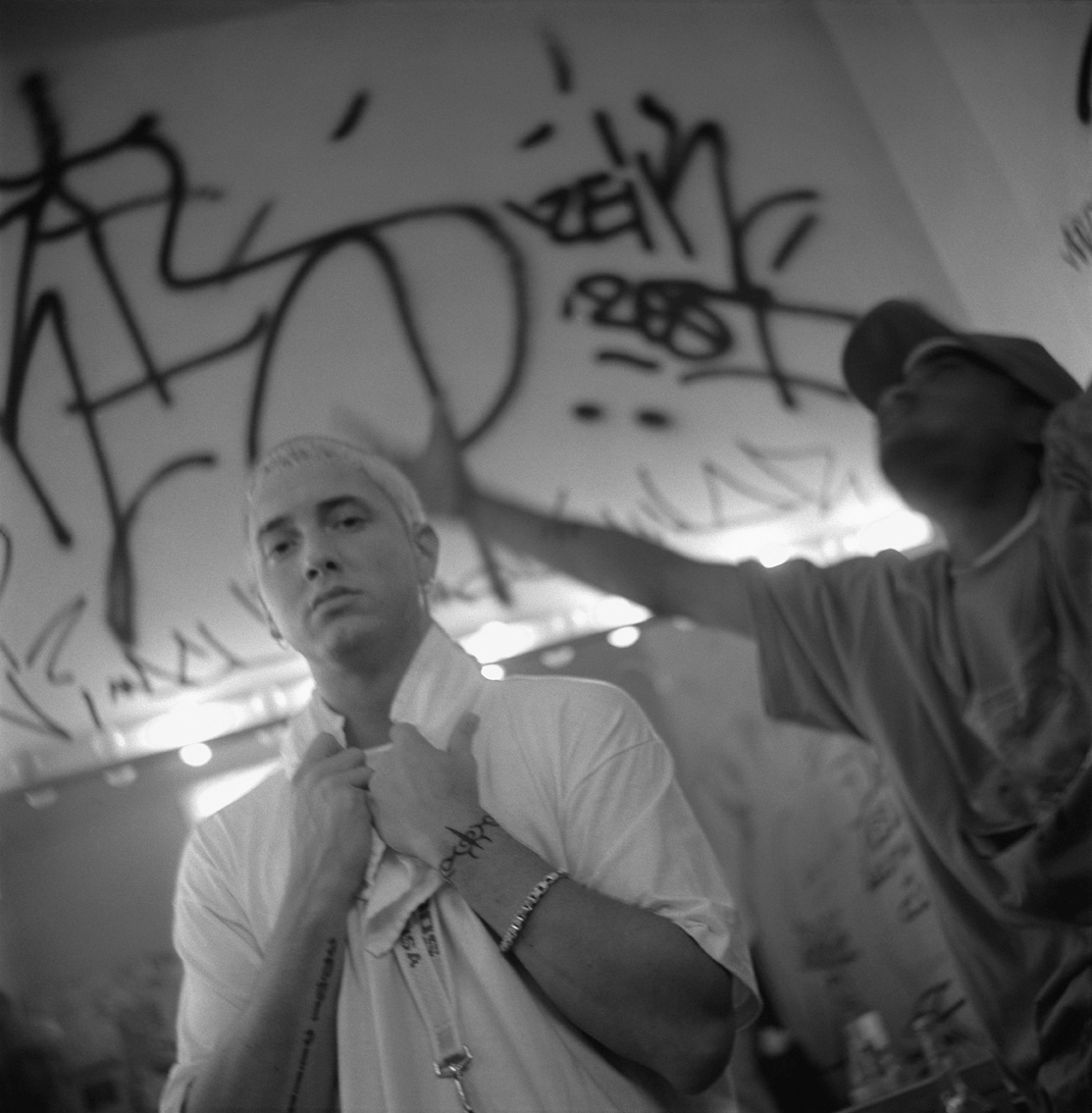
Eminem i Tyskland 1999.

2004 vann Eminem en Oscar för bästa filmmusik med låten Lose Yourself på soundtracket till hans film 8 Mile. I november 2005 var Eminem etta på USA:s topplista med soundtracket till 8 Mile. Under hösten 2005 gick det ett rykte om att Eminem skulle lägga ner sin karriär som artist efter att ha släppt skivan "Curtain Call". Senare under sommaren släppte han skivan "Encore" då amerikanska tidningen Detroit Free Press spred ut att det var Eminems sista platta. Några veckor senare var han tvungen att avbryta den pågående världsturnén efter att ha sökt hjälp för sitt missbruk av sömnmedel, men senare så kom det fram under en intervju att det inte stämde överhuvudtaget enligt Marshall själv som sa "När jag vet vad jag ska göra härnäst berättar jag det. Jag har aldrig sagt att "Encore" var mitt sista album. Allt jag vet är att jag inte kommer att rappa i evighet. Så länge jag känner energin inom mig kommer jag att köra på."
Under VMA (Video Music Awards, anordnat av MTV) 2004, fick han stor uppmärksamhet då han med gruppen D12 framförde deras låt My Band utklädda till Guns N' Roses-medlemmar. Eminem var utklädd till bandets legendariske sångare Axl Rose, och två av medlemmarna i D12 var utklädda till gitarristerna Slash och Buckethead. Bandet Guns N' Roses är kända för att ha stökiga relationer och många skandaler och bråk mellan medlemmarna, så det hela var en parodi på dem.
År 2009 släppte Eminem albumet Relapse. Den första singeln "We made you" för Relapse släpptes den 7 april och blev genast en jättehit. I musikvideon hånar Eminem flera kändisar, som bland andra Jessica Simpson, Sarah Palin, Amy Winehouse, Lindsay Lohan, Britney Spears och Ellen DeGeneres.
Den 22 juni 2010 släppte Eminem sitt nästa album Recovery som föregicks av singeln "Not Afraid". "Not Afraid" blev hans tredje etta på Billboards Hot-100 singellista och en stor hit i andra länder också. Recovery fick ett tag efter releasedatum ännu en hit, Love the Way You Lie, som han gjorde tillsammans med Rihanna. Denna gick upp i topp på flera listor, bland annat på Spotify där Recovery varit det mest lyssnade albumet, och "Love The Way You Lie" varit den populäraste låten på. "Love the Way You Lie" har också en musikvideo där Megan Fox och Dominic Monaghan medverkar Rihanna och Eminem har senare även släppt uppföljaren "Love the Way You Lie (Part II)" som finns med på Rihannas album Loud.
2011 släpptes singeln "I Need a Doctor" med Dr Dre där Eminem gästrappar. 5 april samma år släppte han singeln "Fast Lane" tillsammans med Royce Da 5'9". 14 juni 2011 släpptes "Bad Meets Evil: Hell The Sequel" som han och Royce Da 5'9" delade verser på genom hela EP:n. 25 juni 2011 släpptes videon till "Space Bound" på Itunes.
Eminem har även samarbetat med Lil Wayne i låtarna "Drop the World" och "No Love".
26 augusti 2013 släpptes Eminems nya singel "Berzerk". 5 november 2013 släpptes hans nya album "The Marshall Mathers LP2". Albumet blev genast populärt och klev upp till förstaplatsen av mest lyssnade album på Spotify. I detta album gästsjunger Rihanna återigen i låten "The Monster". Denna hit blev den mest lyssnade låten på Spotify efter bara ett par veckor. Nate Ruess från gruppen Fun gästar albumet i låten "Headlights".
24 november 2014 släpptes dubbelskivan SHADYXV som på första skivan innehöll nytt material ifrån Eminem och andra rappare ifrån hans skivbolag Shady Records som delade verser med honom. Andra skivan innehöll klassiska låtar som släppts ifrån övriga artister från Shady Records genom åren, detta inkluderade även många artister som gått vidare ifrån skivbolaget helt och hållet. Det enda nya materialet som fanns på den andra skivan var en demo av Eminems välkända låt "Lose Yourself" som innehöll två verser som aldrig hörts tidigare.  "Lose Yourself" blev 1 maj 2017 föremål för rättstvist då Nya Zeelands regeringsparti använde den i en valkampanj utan tillstånd.

### Alteregon
Han har verkat under flera alteregon. Eminem är det första artistnamnet han antog, format utifrån sina initialer (M&M) och under namnet Eminem är musiken mer reflekterande, personlig och ärlig. Alteregot Slim Shady representerar hans provocerande och "onda" sida. Slim Shady är den del av honom som ger igen, är våldsam och säger allt som faller honom in.

## Privatliv
Eminem har varit gift med Kimberly Anne Scott två gånger. De två träffades för första gången när han var 15 år och hon 13 år gammal. Hon hade liksom Eminem haft en svår uppväxt och hade tillsammans med sin tvillingsyster Dawn rymt hemifrån. De båda flickorna flyttade in hos Eminem och dennes mor, varpå Eminems förhållande med Kim började. Paret gifte sig 1999 och skilde sig år 2001. De gifte sedan om sig i januari 2006 för att i april samma år återigen skilja sig.
Tillsammans med Kim fick Eminem år 1995 dottern Hailie Jade Scott Mathers. Han har även tillsammans med Kim en adoptivdotter, Alaina Marie Scott, född 3 maj 1993. Alaina är biologisk dotter till Kims tvillingsyster Dawn, men har aldrig bott hos sin mor. År 2006 adopterade Eminem Whitney (född 2002) som är Kims dotter från en annan relation.

### Album

Eminems logotyp.

## Diskografi

### Album[6]
| År   | Titel                                                              |
| ---- | ------------------------------------------------------------------ |
| 1992 | Steppin' On To The Scene EP med Bassmint Productions (Soul Intent) |
| 1995 | Soul Intent                                                        |
| 1996 | Infinite                                                           |
| 1997 | The Slim Shady EP                                                  |
| 1999 | The Slim Shady LP                                                  |
| 2000 | The Marshall Mathers LP                                            |
| 2001 | Devil's Night                                                      |
| 2002 | The Eminem Show                                                    |
| 2002 | Music from and Inspired by the Motion Picture 8 Mile               |
| 2003 | The Singles                                                        |
| 2004 | D12 World                                                          |
| 2004 | Encore                                                             |
| 2005 | Curtain Call: The Hits                                             |
| 2006 | Eminem Presents The Re-Up                                          |
| 2009 | Relapse                                                            |
| 2009 | Relapse: Refill                                                    |
| 2010 | Recovery                                                           |
| 2011 | Bad Meets Evil                                                     |
| 2013 | The Marshall Mathers LP2                                           |
| 2014 | SHADYXV                                                            |
| 2017 | Revival                                                            |
| 2018 | Kamikaze                                                           |
| 2019 | The Slim Shady LP (Expanded Edition)                               |
| 2020 | Music To Be Murdered By                                            |
| 2020 | Music To Be Murdered By - Side B (Deluxe Edition)                  |
| 2022 | The Eminem Show (Expanded Edition)                                 |
| 2022 | Curtain Call 2                                                     |
| 2023 | The Marshall Mathers LP2 (Expanded Edition)                        |
| 2024 | The Death of Slim Shady (Coup De Grâce)                            |

### Filmer
| År   | Titel                                         |
| ---- | --------------------------------------------- |
| 2001 | The Wash                                      |
| 2002 | 8 Mile                                        |
| 2003 | 50 Cent: The New Breed                        |
| 2008 | Righteous kill                                |
| 2009 | Rock and Roll Hall of Fame Induction Ceremony |
| 2009 | Funny People                                  |
| 2009 | Family Guy, tecknad i ett klipp.              |
| 2010 | Entourage, säsong 7, avsnitt 10               |
| 2012 | How to make money selling drugs               |
| 2012 | Something From Nothing: The Art Of Rap        |
| 2014 | The Interview                                 |
| 2025 | Happy Gilmore 2                               |

### DVD:er
| År   | Titel                                      |
| ---- | ------------------------------------------ |
| 2000 | Up in Smoke Tour                           |
| 2000 | E                                          |
| 2001 | The Slim Shady Show                        |
| 2001 | The Wash                                   |
| 2002 | All Access Europe                          |
| 2002 | Eminem Presents: The Anger Management Tour |
| 2005 | Live from New York City 2005               |